# Armand Charles Tuffin de La Rouërie

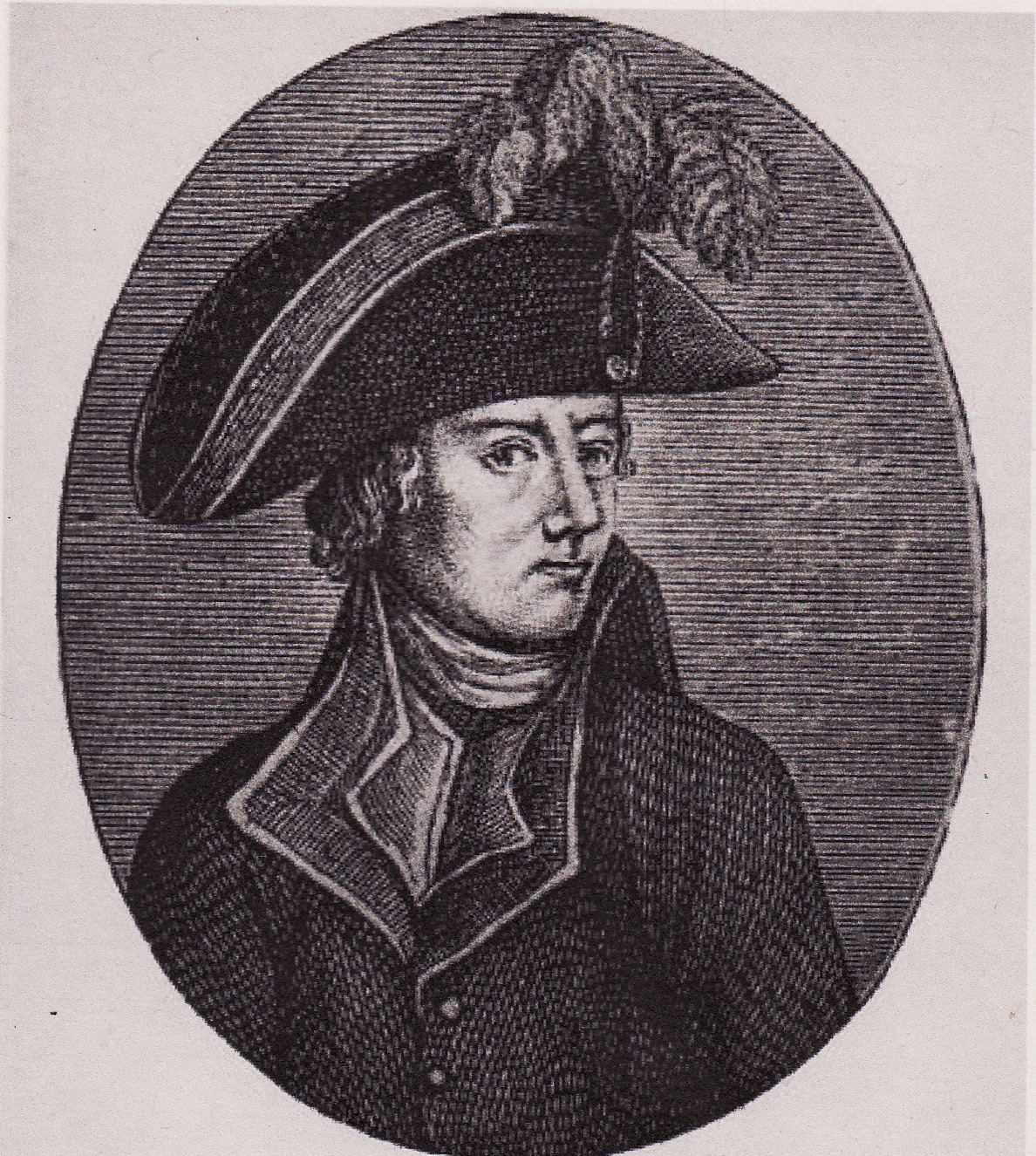
Armand Charles Tuffin de La Rouërie

Armand Charles Tuffin de la Rouërie (Fougères, Illa i Vilaine, 1751-Saint-Denoual, Costes del Nord, 1793) fou un militar i revolucionari bretó. El 1777 marxà als Estats Units d'Amèrica. Va lluitar-hi en la Guerra contra els britànics i el 1784 fou nomenat general. Quan va tornar el 1788 renuncià a la carrera militar i es va fer cap de l'Association Bretonne. El 15 d'agost del 1788 fou empresonat un mes a la Bastilla per manifestar-se a Nantes contra l'abolició de les llibertats bretones. Participà en la insurrecció del 1791, però fou traït i s'amagà al castell de la Guyomarais, on va morir d'esgotament. Fou decapitat després de la mort.